# École Normale de Musique de Paris
Véase también École Normale Supérieure.

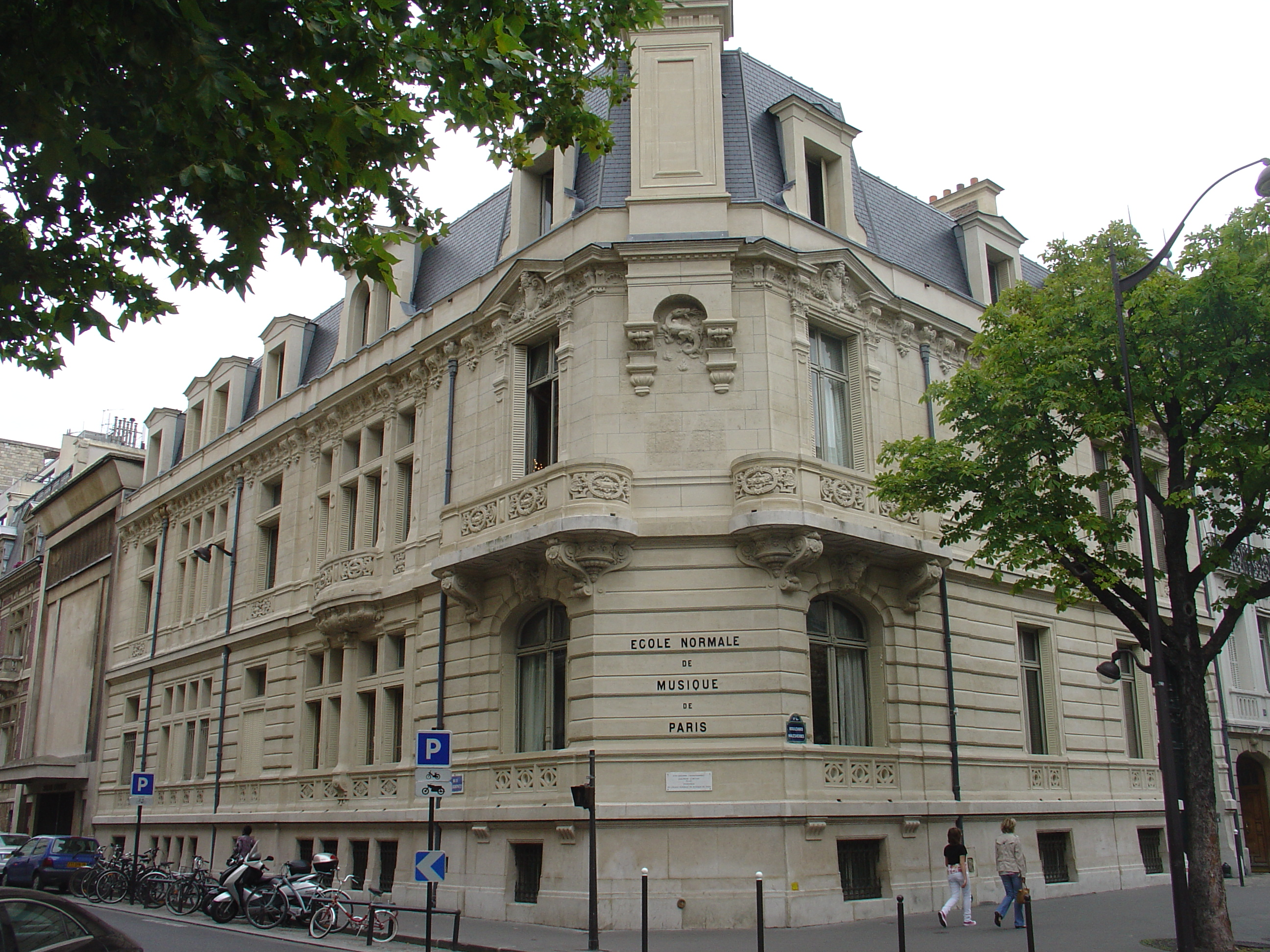
Ecole Normale de Musique de Paris.

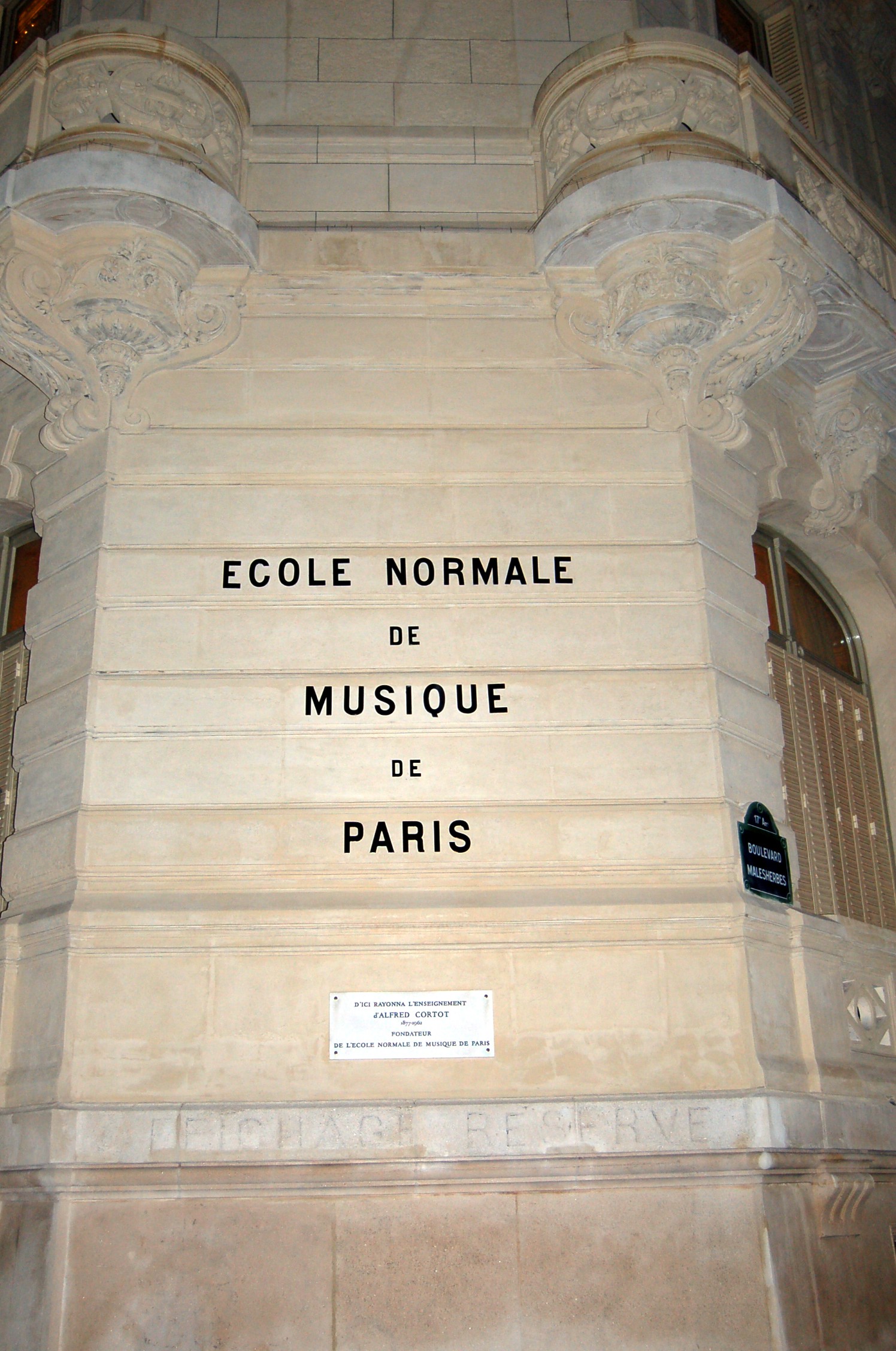
Fachada de la Escuela Normal de Música de París.

La Escuela Normal de Música de París (en francés: École Normale de Musique de Paris) fue fundada en 1919 por el pianista Alfred Cortot y su colega Auguste Mangeot. Desde el inicio, la institución disfrutó de una reputación mundial por la calidad de su enseñanza musical, con profesores como Pablo Casals, Nadia Boulanger, Wanda Landowska, Paul Dukas, Henri Dutilleux, Arthur Honegger y Paule Maurice.
La escuela fue oficialmente aprobada por el Ministerio Estatal de Cultura y Comunicación. En ella se han formado varios concertistas y compositores muy conocidos. Dinu Lipatti, Samson François e Igor Markevitch entre otras celebridades estudiaron en el ambiente de arquitectura de la Belle Époque de este templo parisiense de la música clásica.
Hoy, la institución es manejada por Henri Heugel y un Consejo de Orientación Musical compuesto por Paul Badura-Skoda, Narcis Bonet, Elliott Carter, Jean Michel Damase, Jean Louis Mansart, Christian Ivaldi y Kent Nagano. La escuela tiene 1200 estudiantes y 120 maestros (entre ellos Alberto Ponce, guitarrista) que enseñan todas las disciplinas de la música clásica entre ellas cursos teóricos, dirección de orquesta y composición. La escuela está localizada en el corazón de París y registrada como "Espacio Histórico" por la Administración Francesa. Su sala de conciertos, la Salle Cortot, es una obra maestra del "Art Deco" diseñada por el arquitecto Auguste Perret, quien también diseñó el Théâtre des Champs-Élysées de París.

## Antiguos catedráticos
| - Boulanger, Nadia - Casals, Pablo - Cortot, Alfred - Damase, Jean-Michel - Dervaux, Pierre - Dukas, Paul - Dutilleux, Henri | - Enescu, George - Hahn, Reynaldo - Heidsieck, Eric - Honegger, Arthur - Landowska, Wanda - Lefébure, Yvonne - Mesplé, Mady | - Messiaen, Olivier - Münch, Charles - Stravinsky, Igor - Taira, Yoshihisa - Thibaud, Jacques - Vallin, Ninon |

## Exalumnos
| - Akl, Walid - Aliaga H., Jorge - Andia, Rafael - Armengaud, Jean-Pierre - Bardon, Claude - Badura-Skoda, Paul - Hélène Boschi - Boucourechliev, André - Brunhoff, Thierry de - Caillat, Maud - Cambreling, Sylvain - Carter, Elliott - Casadesus, Jean-Claude - Chiu, Frédéric - Czerny-Stefanska, Halina - Davy, Jean - Devoyon, Pascal | - Dumestre, Vincent - Dumond, Arnaud - Dussaut, Thérèse - Francescatti, Zino - François, Samson - Grisey, Gérard - Guevara, Gerardo - Inayat Khan, Vilayat - Ivaldi, Christian - Manoury, Philippe - Le Conte, Piere-Michel - Lefébure, Yvonne - Linero, Andrés - Lipatti, Dinu - Lively, David - Lowenthal, Jerome - Lutyens, Elisabeth | - Petit, Pierre - Mantovani, Bruno - Markevitch, Igor - Mejía, Adolfo - Miranda, Ana María - Naoumoff, Émile - Périsson, Jean - Perretti, Claudine - Ponce, Manuel María - Rodas, Arturo - Rodrigo, Joaquín - Ruiz-Pipó, Antonio - Sermet, Husseyn - Setrak - Sosaya, José - Strauss, James - Tagliaferro, Magda - ten Holt, Simeon - Wolfensberger, Rita |